# Дерессе Меконнен
Дерессе Меконнен Цигу — эфиопский легкоатлет, который специализируется в беге на 1500 метров. Серебряный призёр чемпионата мира 2009 года. Двукратный чемпион мира в помещении в 2008 и 2010 годах. На Олимпийских играх 2008 года смог дойти до полуфинала на дистанции 1500 метров. Серебряный призёр мемориала Фанни Бланкерс-Кун 2009 года. На всемирном легкоатлетическом финале 2009 года занял 4-е место на дистанции 3000 метров и 8-е место в беге на 1500 метров.
В настоящее время владеет рекордом Эфиопии в беге на 1 милю. С личным рекордом 3.33,10 в беге на 1500 метров в помещении занимает 5-е место в списке самых быстрых бегунов на этой дистанции.
Выступал на чемпионате мира 2011 года в Тэгу, но не смог выйти в финал.